# Krosna

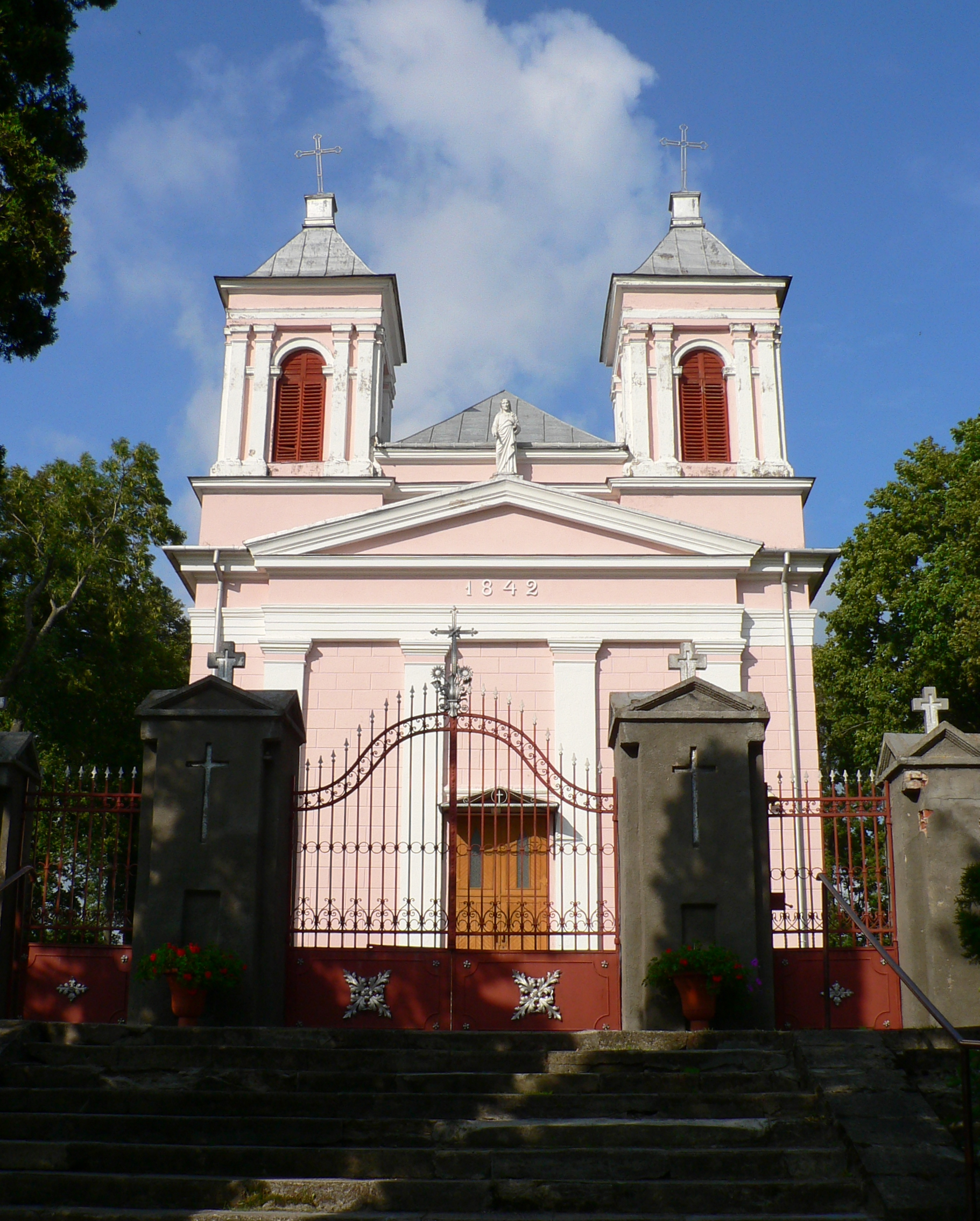
Matthäus-Kirche

Krosna (polnisch Krasna) ist ein Ort in der Rajongemeinde Lazdijai, im Bezirk Alytus, im südwestlichen Litauen. Das Städtchen (miestelis) befindet sich an der Fernstraße  131  (Alytus–Simnas–Kalvarija), 8 km westlich von Simnas. Krosna ist das Zentrum des Amtsbezirks Krosna. Es gibt die 1842 erbaute katholische Matthäus-Kirche (eigentlich „Heiliger Apostel-Evangelist-Matthäus-Kirche“, litauisch: Šv. apaštalo evangelisto Mato bažnyčia), ein Postamt (PLZ: LT-67071) und das Žuvintas-Schutzgebiet. 

## Geschichte
Der Gutshof Krosna wurde urkundlich 1688 erwähnt. Die Ersterwähnung des Ortes als Krasnica gab es im 16. Jahrhundert.
Seit 1947 gibt es eine Bibliothek. 1950 gründete man eine 7-Klassen-Schule. Von 1969 bis 1996 gab es eine Mittelschule, von 1996 bis 2001 ein Progymnasium. Ab 2001 gab es die Hauptschule Krosna (heute Schule Krosna, lit. Krosnos mokykla).
Krosna und seine Umgebung erscheinen als Schauplatz in Walter Flex’ Weltkriegs-Novelle Der Wanderer zwischen beiden Welten.